# 마라조섬
마라조섬(브라질 포르투갈어: Ilha de Marajó)은 브라질 북부 파라 주에 있는 섬이다. 면적은 40,100 km2이다.
브라질 최대의 섬이며, 세계적으로 35번째로 넓은 섬이다. 아마존강 하구에 위치하며, 민물에 둘러싸인 섬으로는 세계 최대 규모이다. 적도 부근에 있으며, 북쪽으로 아마존 강 본류가 흐르며, 남쪽으로 파라 강에 면한다. 그 사이로도 아마존 강과 파라 강의 수많은 지류가 연결되어 있다. 섬 전체가 평탄하며, 대부분이 열대우림으로 덮여 있지만, 섬의 동쪽에는 초원이 펼쳐진다. 섬 동부에는 선사시대의 유적이 발견되어 이 곳에 오래전부터 사람이 살았던 것으로 보인다. 현재 섬 동부에는 소가 방목되고, 고무·후추 등 열대 작물이 재배된다. 섬 동부 연안의 소레가 중심 도시이며, 소레와 벨렝 사이를 오가는 연락선으로 본토와 연결된다.